# بيتليز
بيتليز (بالإنجليزية: Bettles, Alaska)‏ هي مدينة تقع في ولاية ألاسكا في الولايات المتحدة. تبلغ مساحة هذه المدينة 4.2 (كم²)، وترتفع عن سطح البحر 200 م، بلغ عدد سكانها 12 نسمة في عام 2010 حسب إحصاء مكتب تعداد الولايات المتحدة.

## معرض صور

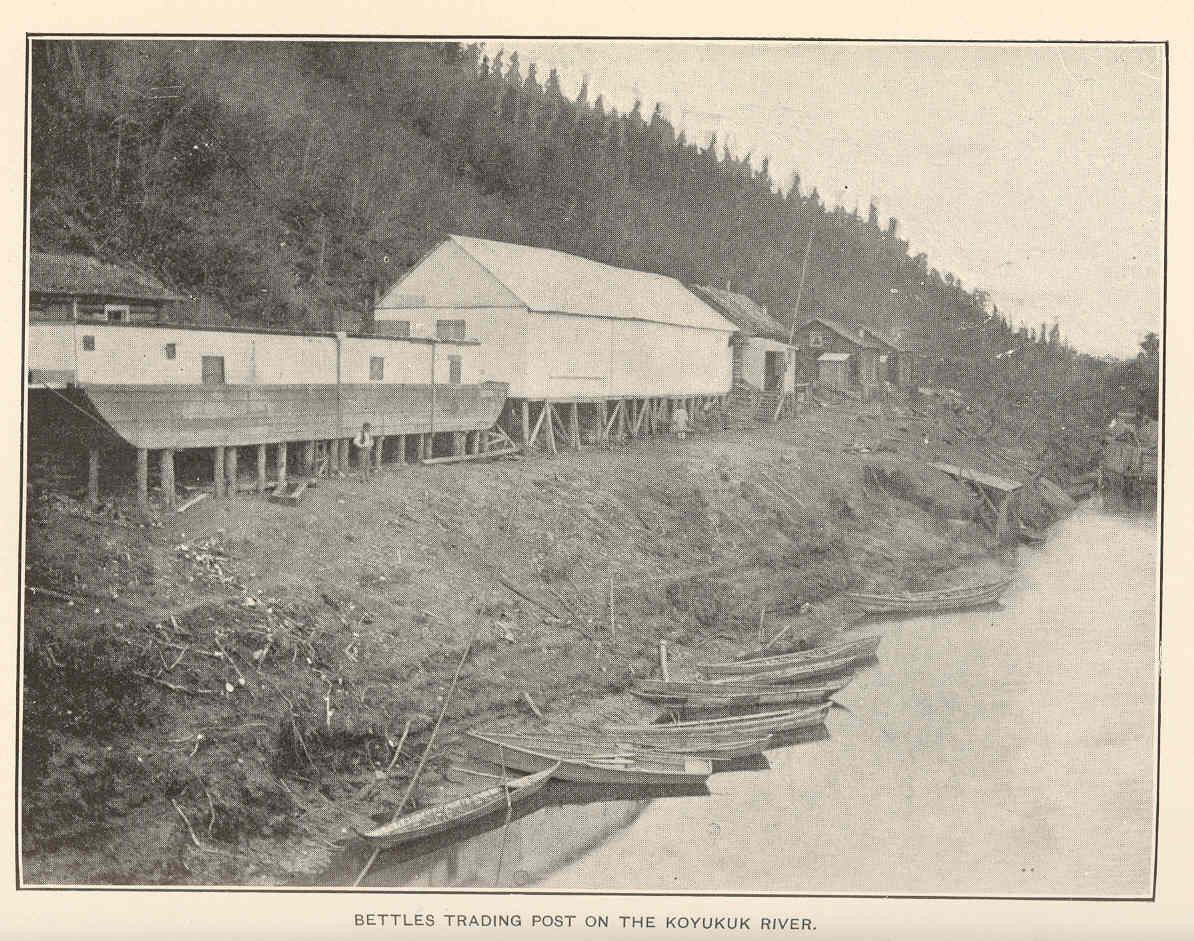
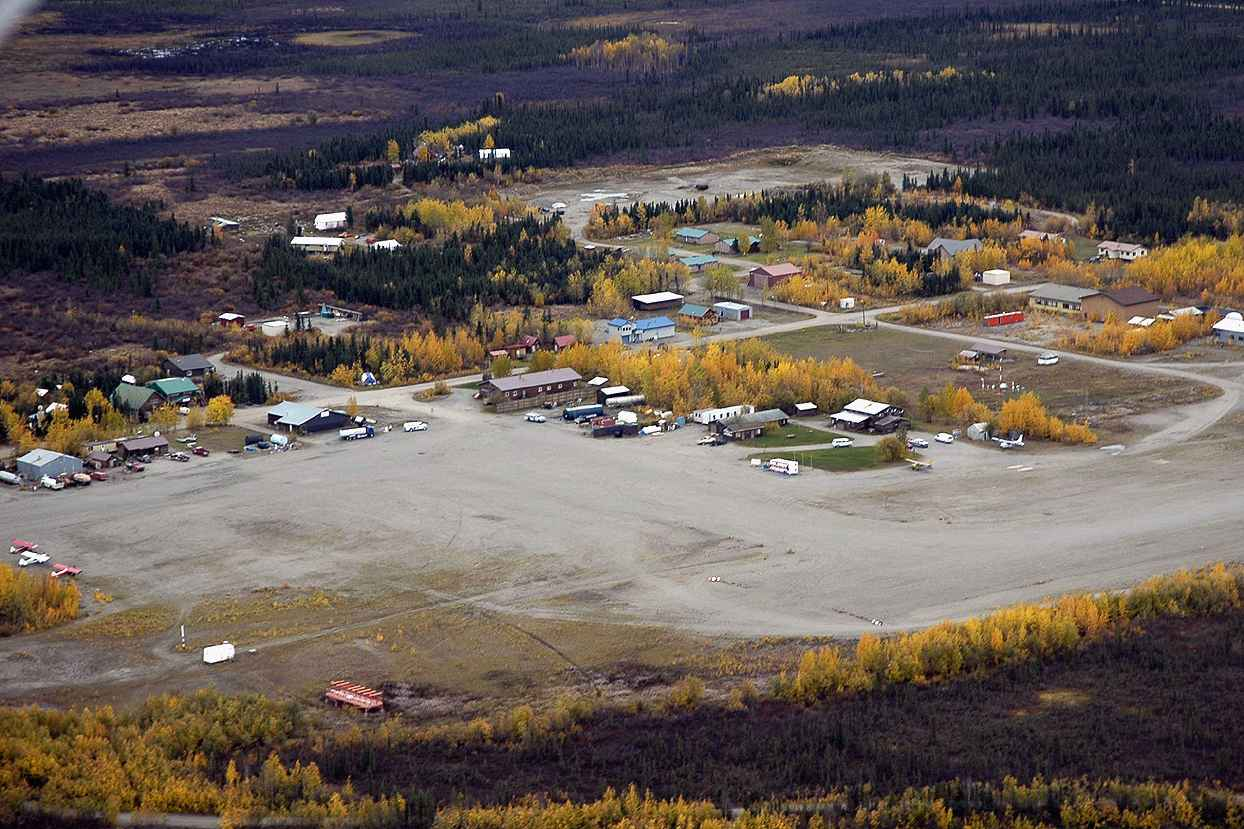
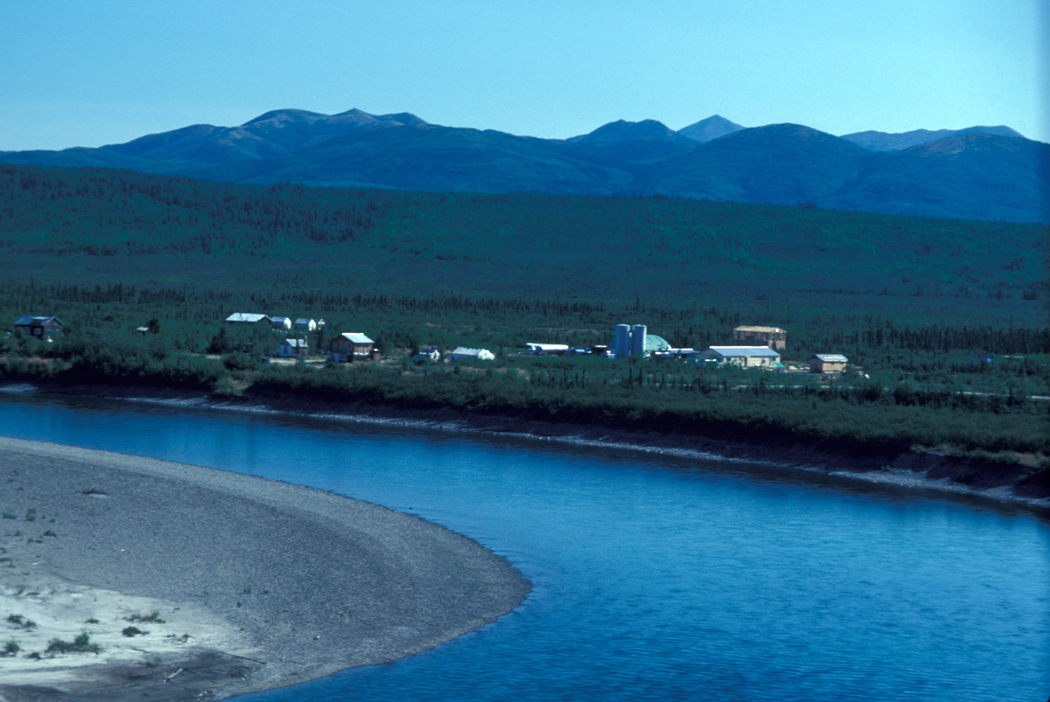

## وصلات خارجية
- Community Information